# Pantanodontidae
Die Pantanodontidae sind eine Familie aus der Ordnung der Zahnkärpflinge (Cyprinodontiformes). Sie beinhaltet drei rezente Gattungen und eine fossile Gattung. Die rezenten Arten bewohnen küstennahe Sümpfe und Mangrovenwälder in Kenia, Tansania und Madagaskar. Die fossilen Funde dieser Familie stammen aus Europa.

## Merkmale
Bei den Pantanodontidae handelt es sich um kleine eierlegende Fische mit einer Standardlänge von 1,5 bis 4,0 cm, wobei die Männchen etwas größer als die Weibchen sind. Sie unterscheiden sich von allen anderen Cyprinodontiformes durch die Bauchflossen der Männchen, deren erste bis zu drei Flossenstrahlen stachelig ausgebildet sind, und deren zweiter bis vierter Flossenstrahl distale Krallen und Haken aufweist. Die Bauchflossen befinden sich zwischen den vorderen Pleuralrippen 2–5 und somit näher an den Brustflossen als an der Afterflosse. Die Rückenflosse ist mit nur sechs bis sieben und gelegentlich auch 10 Flossenstrahlen klein und befindet sich hinter dem Ansatz der Afterflosse und beginnt oberhalb des dritten Hinterleibswirbels. Die Wirbelsäule trägt 28 bis 32 Dornfortsätze.

## Systematik
Pantanodon, die Typusgattung der Pantanodontidae, wurde 1955 durch den amerikanischen Ichthyologen George Sprague Myers eingeführt. Typusart ist Pantanodon podoxys. Einige Zeit wurde Pantanodon in die Procatopodinae, eine Unterfamilie der Leuchtaugenfische innerhalb der Familie Poeciliidae, gestellt. Eine phylogenetische Untersuchung ergab jedoch, dass die Gattung eine basale Position in der Unterordnung Cyprinodontoidei einnimmt (siehe Kladogramm im Systematikabschnitt bei den Zahnkärpflingen). Die Unterfamilie Pantanodontinae, die bereits 1955 durch Myers eingeführt wurde, wurde deshalb Anfang 2018 in den Familienrang erhoben. Im April 2023 wurde eine umfangreiche Revision der Familie veröffentlicht, die seitdem nicht mehr monotypisch ist und außer Pantanodon auch die Gattungen Aliteranodon und Malagodon, sowie die ausgestorbene europäische Gattung Paralebias umfasst. 2024 kam die Gattung Eremodon hinzu.

## Arten
Die Familie Pantanodontidae umfasst folgende 15 rezente Arten in 4 Gattungen und 6 fossile Arten:
- Gattung Aliteranodon Meinema & Huber, 2023

- Aliteranodon bucinus Meinema & Huber, 2023
- Aliteranodon effusorium Huber & Meinema, 2024
- Aliteranodon filimbi Meinema & Huber, 2023
- Aliteranodon ndoano Meinema & Huber, 2023
- Aliteranodon rostratus Meinema & Huber, 2023
- Aliteranodon stuhlmanni (Ahl, 1924)
- Aliteranodon sp. aff. ndoano "Garsen"

- Gattung Eremodon Huber & Meinema, 2024[4]

- Eremodon cochleari Huber & Meinema, 2024
- Eremodon jeanneli (Pellegrin, 1935)
- Eremodon kifuani Huber & Meinema, 2024
- Eremodon yetateku Huber & Meinema, 2025

- Gattung Malagodon Meinema & Huber, 2023

- Malagodon madagascariensis (Arnoult, 1963)
- Malagodon honahona Carr, Martin & Sparks, 2024

- Gattung Pantanodon Myers, 1955

- Pantanodon nyingi Huber & Meinema, 2025
- Pantanodon podoxys Myers, 1955
- Pantanodon propinquus Meinema & Huber, 2023

- Gattung †Paralebias Gaudant, 2013
  - P. cephalotes-Artengruppe

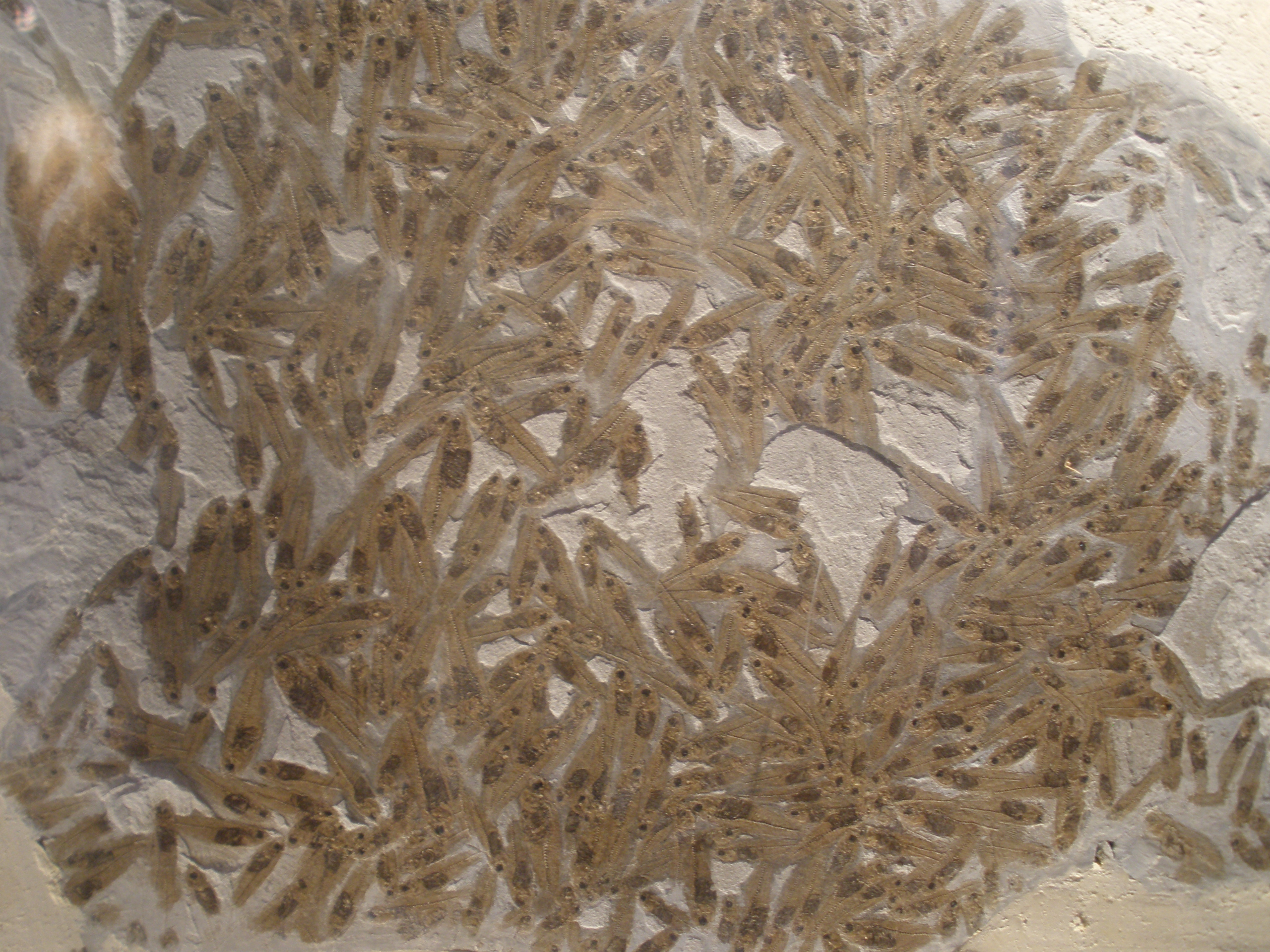
Steinplatte mit Abdrücken von Paralebias cephalotes

    - †Paralebias cephalotes (Agassiz, 1839)
    - †Paralebias egeranus (Laube, 1901)
    - †Paralebias malzi (Reichenbacher & Gaudant, 2003)

  - P. conquensis-Artengruppe
    - †Paralebias conquensis (Gaudant, Bárron, Reichenbacher & Peñalver, 2015)
    - †Paralebias wigharti (Reichenbacher & Prieto, 2006)

  - P. weileri-Artengruppe
    - †Paralebias weileri (von Salis, 1967)
    - †Paralebias sp. Miste